# William Godwin
William Godwin, född 3 mars 1756 i Wisbech i Cambridgeshire, död 7 april 1836 i London, var en brittisk filosof, samhällskritiker och författare. Han gifte sig 1797 med Mary Wollstonecraft, var far till Mary Shelley och William Godwin den yngre.
William Godwin var utbildad frikyrkopräst men blev ateist och lämnade kyrkan. Retroaktivt har han identifierats som anarkist (av till exempel Pjotr Kropotkin), men kallade inte sig själv så, eftersom den benämningen ännu inte var i bruk under hans livstid. Godwin hyste en stor tilltro till förnuftet som ledsagare för varje enskild individ och "förkastade varje samhällsordning som vilade på makt".  Därför menar vissa att han är en tidig företrädare för den anarkistiska traditionen.
William Godwin hade stort litterärt inflytande på bland andra Edward Bulwer-Lytton och Charles Brockden Brown.